# Budynek Kasy Oszczędności w Ropczycach
Budynek Kasy Oszczędności w Ropczycach – budynek znajdujący się przy ulicy Mickiewicza 10, w Ropczycach, w powiecie ropczycko-sędziszowskim, w województwie podkarpackim. W 2016 roku obiekt został wpisany do rejestru zabytków województwa podkarpackiego pod numerem A-1419.

## Historia
Budynek został zaprojektowany w 1903 roku przez architekta Jana Sas-Zubrzyckiego.
Wybudowany w 1905 roku, przy głównej ulicy Ropczyc, obecnie ulicy Mickiewicza 10, jako siedziba Kasy Oszczędności. W 1930 roku nazwa właściciela obiektu uległa zmianie na Komunalna Kasa Oszczędności, a później Powiatowa Kasa Oszczędności. Przeznaczenie budynku zmieniło się w 1943 roku, w budynku działały warsztaty szkolne filii Szkoły Mechanicznej w Dębicy. Przejściowo w latach 50. XX wieku w obiekcie funkcjonowała Gminna Kasa  Spółdzielcza. W latach 2000–2009 budynek był użytkowany przez Wyższą Szkołę Inżynierii i Ekonomii, a następnie przez Zespół Szkół im. ks. dra Jana Zwierza w Ropczycach.
Od 2018 roku w obiekcie swoją siedzibę ma samorządowa instytucja kultury pod nazwą Powiatowe Centrum Edukacji Kulturalnej w Ropczycach.

## Opis architektoniczny
Budynek jest wymurowany z cegły, w stylu eklektycznym, dwukondygnacyjny, na planie prostokąta, nakryty wielospadowym dachem, pięcioosiowy, z centralnie położonym ryzalitem zwieńczonym szczytem, wyższym od całego gmachu.

W pierwszej kondygnacji elewacji frontowej i bocznych znajdują się przemiennie pasy cegły i kamienia (piaskowca). Podobny pas z kamienia znajduje się na wysokości piętra.
Na wysokości stropu parteru widoczny jest kostkowy gzyms kordonowy, powyżej motyw dekoracyjny wykonany z żółtej cegły. Cały budynek obiega gzyms koronujący oraz umieszczony poniżej kroksztynowy fryz arkadkowy z żółtej i czerwonej cegły. W narożnikach górnej kondygnacji zastosowano kamienne ciosy. Elewacja tylna w części parterowej nie posiada dekoracji, w części piętra zastosowano motyw dekoracyjny z jasnej cegły. 
Okna w części parterowej, zarówno w elewacji frontowej (także w ryzalicie), jak i bocznych są zamknięte łukiem kotarowym i mają ozdobne obramienia z tynku imitującego kamień, ze stylizowanymi kluczami. W drugiej kondygnacji prostokątne okna są zwieńczone nadokiennikami o łuku odcinkowym z kluczem, wykonane z jasnej i czerwonej cegły.  
W ryzalicie umieszczony jest kamienno-ceglany portal, który zamknięty jest łukiem odcinkowym i zwieńczeniem z wolutami, flankowanych sterczynami, ze stylizowaną tarczą herbową umieszczoną centralnie. W drugiej kondygnacji znajdują się trzy duże okna zamknięte półkoliście łukami z żółtej cegły. Poniżej otworów okiennych umieszczono prostokątne płyciny imitujące pseudobalustradę. W ryzalicie znajduje się wejście główne do budynku. Z tyłu, od strony południowej umieszczono drugie wejście do obiektu (po schodkach).